# Bénitier de la chapelle de Saint-Germain de la Mer

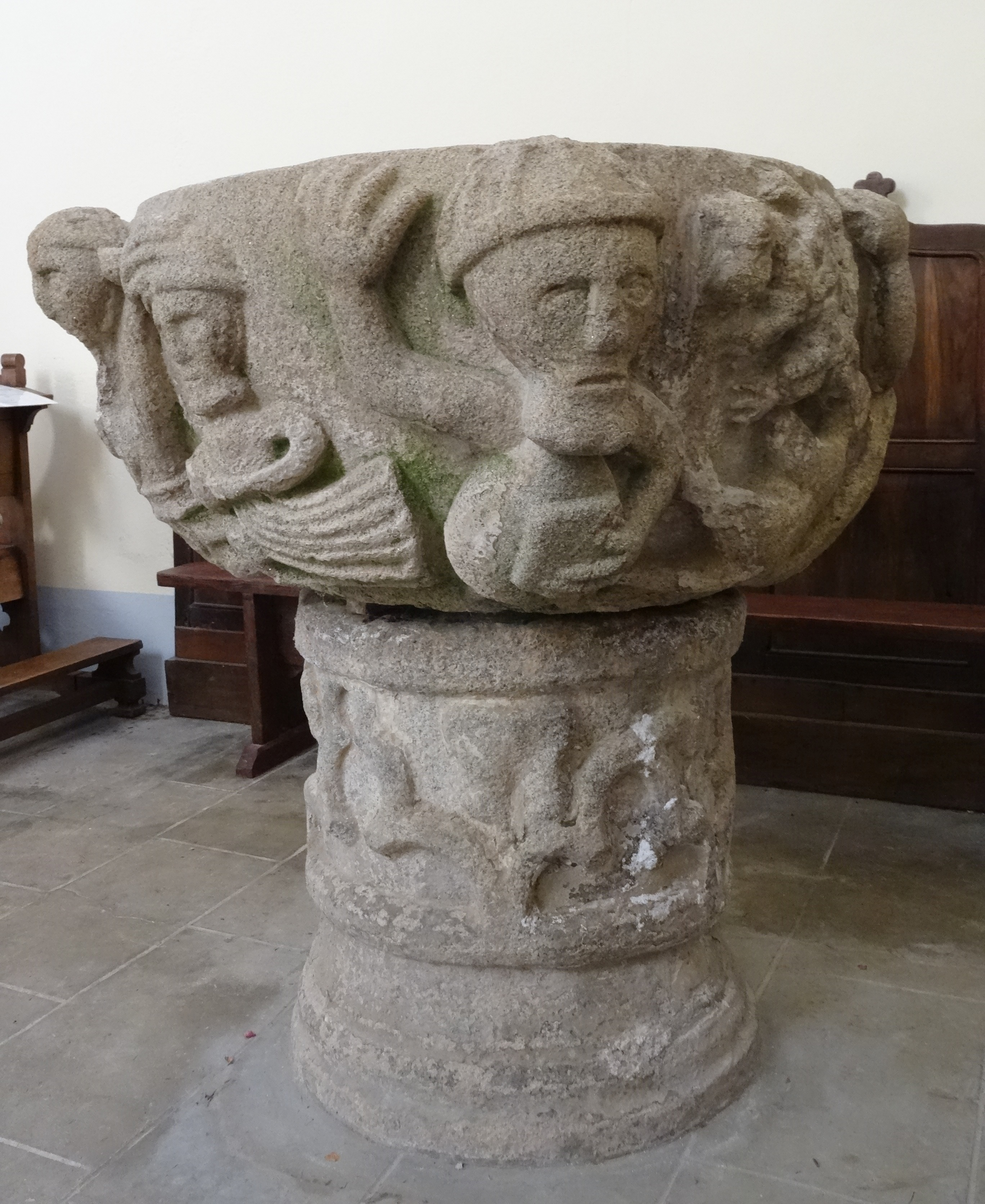
Bénitier de Matignon

Le bénitier de la chapelle de Saint-Germain de la Mer à Matignon, une commune du département des Côtes-d'Armor dans la région Bretagne en France, date du XIIIe siècle. Le bénitier en granite est classé monument historique au titre d'objet depuis le 24 septembre 1956.
Quatre personnages semblent porter ce bénitier avec leurs bras et leur dos. Entre les sujets principaux se situent deux figures monstrueuses ainsi qu'une sorte de batracien qui se cramponne à la pierre. Une croix plate à moulures épaisses est également sculptée.  